# Vaterstetten
Vaterstetten község Németországban, azon belül Bajorországban. Lakosainak száma 25 596 fő (2023. december 31.). Vaterstetten Poing, Anzing, Zorneding, Anzinger Forst, Eglhartinger Forst, Grasbrunn, Haar és Feldkirchen községekkel határos.

## Népesség
A település népessége az elmúlt években az alábbi módon változott:
| Lakosok száma | 988  | 3447 | 12 263 | 17 843 | 21 757 | 22 272 | 22 936 | 23 229 | 25 023 | 25 596 |
|               | 1875 | 1950 | 1975   | 1987   | 2012   | 2014   | 2016   | 2017   | 2021   | 2023   |